# Classe Thames (sommergibile)
La classe Thames, detta anche classe River era costituita da grandi sommergibili inglesi pensati per missioni a lungo raggio. I nomi erano derivati dai fiumi inglesi, rispettivamente Thames, Severn e Clyde per le tre unità completate. I sommergibili parteciparono alla seconda guerra mondiale, durante la quale il Thames andò perduto il 23 luglio 1940 al largo della Norvegia.